# Anton Huotari

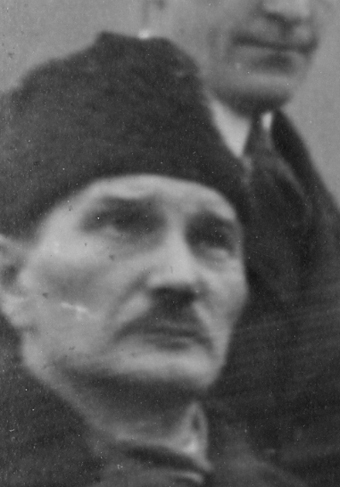
Anton Huotari

Anton Huotari, född 21 januari 1881 i Nurmes, död 7 november 1931 i Helsingfors, var en finländsk tidningsman. Han ingick 1902 äktenskap med Anni Huotari.
Huotari var redaktör vid tidningen Viipuri 1903–1906, redaktionssekreterare vid Kansan Lehti 1906–1911 och 1922–1923, chefredaktör för sistnämnda tidning 1911–1918 och för Suomen Sosialidemokraatti 1923–1931. Han var ledamot av Finlands lantdag 1908–1918. Huotari, som tillhörde den moderata flygeln inom socialdemokratiska partiet, vistades efter finska inbördeskriget 1918 i Sovjetunionen men återvände mot slutet av året och fick en dödsdom, som dock omvandlades till straffarbete vid anstalten i Ekenäs, varifrån han frigavs 1922. Valet av honom till chefredaktör för partihuvudorganet innebar att detta fick en mera högerbetonad profil. Han begick självmord.